# داگ ای. داگ
دوگ ای دوگ (انگلیسی: Doug E. Doug؛ زادهٔ ۷ ژانویهٔ ۱۹۷۰) یک هنرپیشه، و کارگردان اهل ایالات متحده آمریکا است. وی از سال ۱۹۹۰ میلادی تاکنون مشغول فعالیت بوده‌است.

## گزیده فیلمشناسی
از فیلم‌ها یا برنامه‌های تلویزیونی که وی در آن نقش داشته‌است می‌توان به آثار زیر اشاره کرد.
- بهترین بلوز (۱۹۹۰)
- تب جنگل (۱۹۹۱)
- رقابت سرد (۱۹۹۳)
- گربه جاسوس (فیلم ۱۹۹۷) (۱۹۹۷)
- هیولاهای هشت‌پا (۲۰۰۲)
- داستان کوسه (۲۰۰۴)
- جدایی (فیلم ۲۰۱۱) (۲۰۱۱)
- موجه (مجموعه تلویزیونی) (۲۰۱۰)
- جنون (۲۰۱۵)